# Cap de Barbaria (Schiff)
Die Cap de Barbaria ist eine Doppelendfähre der spanischen Reederei Baleària Eurolineas Marítimas.

## Geschichte
Die Fähre wurde unter der Baunummer V138 auf der Werft Astilleros Armon Vigo gebaut. Der Stapellauf fand am 28. September 2022 statt. Die Fähre wurde am 5. Mai 2023 abgeliefert und am 15. Mai 2023 in Dienst gestellt. Sie verkehrt zwischen den Baleareninseln Ibiza und Formentera. Sie ersetzte die Fähre Posidonia, die an die italienische Reederei Caremar verkauft und in Nereide umbenannt wurde.
Die Fähre wurde von Cotenaval in Zusammenarbeit mit Oliver Design entworfen. Der Bau wurde durch den Next-Generation-Fund der Europäischen Union und dem Green-Shipping-Fund finanziell unterstützt. Die Cap de Barbaria ist die erste elektrisch angetriebene Fähre Spaniens. Benannt ist die Fähre nach dem gleichnamigen Kap im Südwesten Formenteras.

## Technische Daten und Ausstattung
Die Fähre verfügt über einen Hybridantrieb aus dieselelektrischem und vollelektrischem Antrieb. Sie wird von zwei Elektromotoren des Typs B5J 450 LA4 vom Marelli Motori mit jeweils 1150 kW Leistung angetrieben, die auf zwei Schottel-Propellergondeln mit Festpropeller wirken. Für die Stromerzeugung stehen drei von Caterpillar-Dieselmotoren des Typs C32 mit jeweils 940 kW Leistung angetriebene Caterpillar-Generatoren mit jeweils 1175 kVA Scheinleistung sowie ein von einem Caterpillar-Dieselmotor des Typs C7.1 mit 150 kW Leistung angetriebener Hafengenerator mit 188 kVA Scheinleistung zur Verfügung. Weiterhin wurde ein von einem Volvo-Penta-Dieselmotor mit 130 kW Leistung angetriebener Notgenerator mit 163 kVA Scheinleistung verbaut.
Die Fähre ist mit Lithium-Ionen-Akkumulatoren als Energiespeicher ausgerüstet, die während der Fahrt oder im Hafen geladen werden können. Sie wird während des An- und Ablegens und während der Hafenliegezeit elektrisch betrieben, so dass im Hafen keine Abgase entstehen. Die Kapazität der Akkumulatoren beträgt 1017 kWh. Dies ist ausreichend, um die Fähre bis zu zwölf Stunden im Hafen betreiben zu können. Zur Stromversorgung im Hafen ist das Schiff außerdem mit einem Landanschluss ausgestattet. Weiterhin wurde eine Brennstoffzelle mit 100 kW Leistung installiert, um den Betrieb mit Wasserstoff zu testen.
Die Fähre verfügt auf Deck 2 (Hauptdeck) über ein durchlaufendes Fahrzeugdeck. Dieses ist von beiden Enden über hydraulisch herunterklappbare Rampen zugänglich. Die Zufahrt zum Hauptdeck ist 5 m breit. Das Fahrzeugdeck ist im mittleren Bereich mit den Decksaufbauten (Deck 4 bis 7) überbaut. Die nutzbare Durchfahrtshöhe beträgt 4,6 m. Zu den Enden ist das Fahrzeugdeck nach oben offen, zu den Seiten ist es durch hohe Bordwände geschützt. Die Fähre kann 50 Pkw oder 14 Lkw befördern. Sie ist für 390 Passagiere zugelassen.
In den Decksaufbauten befinden sich auf den Decks 4 und 5 die Einrichtungen für die Passagiere. Auf Deck 5 befindet sich ein teilweise überdachtes Sonnendeck. Darüber befinden sich auf Deck 6 unter anderem sieben Kabinen für die Schiffsbesatzung und die Messe. Auf den Decksaufbauten ist mittig das Steuerhaus aufgesetzt. Die Fähre verfügt über zwei Schiffsevakuierungssysteme.